# Pascal Jansen
Pascal Jansen (Londra, 27 gennaio 1973) è un allenatore di calcio e dirigente sportivo olandese allenatore del New York City.

## Carriera
Dopo aver avuto diverse esperienze da allenatore in seconda e nelle giovanili di diversi club olandesi e non, nel dicembre 2020 sostituisce l’esonerato Arne Slot sulla panchina dell’AZ Alkmaar portandolo dall’ottavo al terzo posto in campionato, a una sola lunghezza dal PSV secondo, con 54 punti raccolti in 25 partite (17 vittorie, 3 pareggi e 5 sconfitte) qualificandosi per l’Europa League dalla quale, tuttavia, l'AZ viene eliminato dal Celtic agli spareggi accedendo alla Conference League. Da quest’ultima competizione viene eliminato agli ottavi dal Bodø/Glimt mentre in campionato si piazza quinto. Nella stagione 2022-2023 arriva invece fino in semifinale di Conference League venendo eliminato dal West Ham Utd mentre in campionato arriva quarto. Nel gennaio del 2024 viene esonerato con la squadra al quarto posto con 33 punti dopo 17 turni in campionato e già fuori dalla Conference League; con 162 partite ufficiali sulla panchina dell'AZ, Jansen è l'allenatore più longevo del club dopo George Kessler, Louis van Gaal e John van den Brom. In estate viene ingaggiato dagli ungheresi del Ferencváros.
Il 6 gennaio 2025 viene annunciato il suo ingaggio come nuovo allenatore del New York City, club militante nella Major League Soccer.

## Statistiche
Statistiche aggiornate al 17 gennaio 2024.
| Stagione          | Squadra           | Campionato        | Campionato | Campionato | Campionato | Campionato | Coppe nazionali | Coppe nazionali | Coppe nazionali | Coppe nazionali | Coppe nazionali | Coppe continentali | Coppe continentali | Coppe continentali | Coppe continentali | Coppe continentali | Altre coppe | Altre coppe | Altre coppe | Altre coppe | Altre coppe | Totale | Totale | Totale | Totale | % Vittorie | Piazzamento |
| Stagione          | Squadra           | Comp              | G          | V          | N          | P          | Comp            | G               | V               | N               | P               | Comp               | G                  | V                  | N                  | P                  | Comp        | G           | V           | N           | P           | G      | V      | N      | P      | %          | Piazzamento |
| ----------------- | ----------------- | ----------------- | ---------- | ---------- | ---------- | ---------- | --------------- | --------------- | --------------- | --------------- | --------------- | ------------------ | ------------------ | ------------------ | ------------------ | ------------------ | ----------- | ----------- | ----------- | ----------- | ----------- | ------ | ------ | ------ | ------ | ---------- | ----------- |
| dic. 2020-2021    | AZ Alkmaar        | ED                | 25         | 17         | 3          | 5          | CO              | 1               | 0               | 0               | 1               | UEL                | 1                  | 0                  | 0                  | 1                  | -           | -           | -           | -           | -           | 27     | 17     | 3      | 7      | 62,96      | Sub., 3º    |
| 2021-2022         | AZ Alkmaar        | ED                | 34+4       | 18+2       | 7+0        | 9+2        | CO              | 4               | 3               | 0               | 1               | UEL+UECL           | 2+8                | 1+4                | 0+3                | 1+1                | -           | -           | -           | -           | -           | 52     | 28     | 10     | 14     | 53,85      | 5º          |
| 2022-2023         | AZ Alkmaar        | ED                | 34         | 20         | 7          | 7          | CO              | 2               | 1               | 0               | 1               | UECL               | 6+12               | 5+8                | 0+0                | 1+4                | -           | -           | -           | -           | -           | 54     | 34     | 7      | 13     | 62,96      | 4º          |
| 2023-gen. 2024    | AZ Alkmaar        | ED                | 17         | 10         | 3          | 4          | CO              | 2               | 2               | 0               | 0               | UECL               | 4+6                | 3+2                | 1+0                | 0+4                | -           | -           | -           | -           | -           | 29     | 17     | 4      | 8      | 58,62      | Eson.       |
| Totale AZ Alkmaar | Totale AZ Alkmaar | Totale AZ Alkmaar | 110+4      | 65+2       | 20+0       | 25+2       |                 | 9               | 6               | 0               | 3               |                    | 39                 | 23                 | 4                  | 12                 |             | -           | -           | -           | -           | 162    | 96     | 24     | 42     | 59,26      |             |
| ago.-dic. 2024    | Ferencváros       | NBI               | 15         | 9          | 4          | 2          | MK              | 2               | 2               | 0               | 0               | UCL+UEL            | 4+8                | 2+3                | 1+2                | 1+3                | -           | -           | -           | -           | -           | 29     | 16     | 7      | 6      | 55,17      | Risol.      |
| 2025              | New York City     | MLS               | 12         | 5          | 2          | 5          | USOC            | 1               | 0               | 0               | 1               | -                  | -                  | -                  | -                  | -                  | LC          | -           | -           | -           | -           | 13     | 5      | 2      | 6      | 38,46      |             |
| Totale carriera   | Totale carriera   | Totale carriera   | 141        | 81         | 26         | 34         |                 | 12              | 8               | 0               | 4               |                    | 51                 | 28                 | 7                  | 16                 |             | -           | -           | -           | -           | 204    | 117    | 33     | 54     | 57,35      |             |